# Distretto di Fayzabad (Badakhshan)
Il distretto di Fayzabad è un distretto dell'Afghanistan situato nella provincia del Badakhshan, nell'area settentrionale del Paese. Il capoluogo del distretto è Feyzabad, situata ad un'altitudine di 1254 metri sul livello del mare.

## Popolazione
La popolazione del distretto, nel censimento del 2003 è risultata essere di 61.057 unità. La quasi totalità della popolazione (97%) è di etnia tagica. Le lingue principalmente parlate sono il dari e il tagico.

## Geografia fisica
Il  distretto occupa un'area di 514 km², e conta 175 villaggi. A nord confina col distretto di Kohistan; ad est col distretto di Arghanj Khwa; ad ovest col distretto di Yaftali Sufla; a sud, infine, confina col distretto di Argo. Il distretto è attraversato dal fiume Kokcha.

## Agricoltura e allevamento
Nel distretto vengono coltivati grano, riso e orzo e allevati ovini e caprini.